# 筒井修
筒井 修（つつい おさむ、1917年10月12日 - 1990年11月3日）は、香川県善通寺市生まれのプロ野球選手・プロ野球審判員。

## 経歴
1931年に松山商業学校に入学。松山商では遊撃手で4番を打ち、1935年の第21回全国中等学校優勝野球大会では、中心打者として母校を優勝に導く。この事が東京巨人軍関係者の目に留まり、翌1936年に巨人に入団。背番号は7。
巨人では内野の全ポジションで起用されるなどユーティリティプレイヤーとして活躍したほか、4番にも名を連ねるなど、1936年のチームの優勝（公式戦初代覇者）にも貢献するが、1937年のプレーオフ直前に召集され退団。1941年に復員してチームに合流するも、選手としてプレーしたのはこの年が最後。2度目の応召を受け、手榴弾の暴発により左手の親指以外の指を失い、選手生命を絶たれる。
これを機に、プロ野球審判員になることを決意。1948年に日本野球連盟の審判部に入局したが、翌年の暮れに2リーグ制に移行すると、セントラル・リーグの審判部に転籍。審判部では関西地区に所属し、1961年から1975年までは審判部の関西主任を務めた。
オールスターゲーム・日本シリーズには第1回からジャッジし、公式戦では記憶に残る優勝決定試合に立会い、1971年9月2日の阪神対広島戦で、審判としては2番目の通算3000試合出場を達成。1リーグ時代からの審判では最も長く現役を務めるが（最も長く在籍したのは島秀之助審判だが、専任指導員時代が長いため現役としては長くない）、1977年に引退した。審判員としての通算試合出場数は3451（歴代5位）、オールスターゲーム10回、日本シリーズ17回（ともに歴代2位）。
1990年11月3日死去。73歳没。死去の翌年、1991年に競技者表彰で野球殿堂入りしている。

## 詳細情報

### 年度別打撃成績
| 年 度     | 球 団     | 試 合 | 打 席 | 打 数 | 得 点 | 安 打 | 二 塁 打 | 三 塁 打 | 本 塁 打 | 塁 打 | 打 点 | 盗 塁 | 盗 塁 死 | 犠 打 | 犠 飛 | 四 球 | 敬 遠 | 死 球 | 三 振 | 併 殺 打 | 打 率 | 出 塁 率 | 長 打 率 | O P S |
| --------- | --------- | ----- | ----- | ----- | ----- | ----- | -------- | -------- | -------- | ----- | ----- | ----- | -------- | ----- | ----- | ----- | ----- | ----- | ----- | -------- | ----- | -------- | -------- | ----- |
| 1936春夏  | 巨人      | 7     | 29    | 23    | 2     | 5     | 1        | 0        | 0        | 6     | 3     | 1     | --       | 0     | --    | 5     | --    | 1     | 5     | --       | .217  | .379     | .261     | .640  |
| 1936秋    | 巨人      | 24    | 99    | 79    | 16    | 17    | 5        | 3        | 0        | 28    | 5     | 7     | --       | 1     | --    | 19    | --    | 0     | 15    | --       | .215  | .367     | .354     | .721  |
| 1937春    | 巨人      | 53    | 216   | 181   | 21    | 35    | 10       | 0        | 0        | 45    | 14    | 7     | --       | 3     | --    | 30    | --    | 2     | 27    | --       | .193  | .315     | .249     | .564  |
| 1937秋    | 巨人      | 45    | 204   | 167   | 28    | 44    | 7        | 2        | 2        | 61    | 23    | 10    | --       | 2     | --    | 31    | --    | 4     | 12    | --       | .263  | .391     | .365     | .756  |
| 1941      | 巨人      | 30    | 75    | 67    | 5     | 17    | 2        | 0        | 0        | 19    | 6     | 3     | --       | 2     | --    | 6     | --    | 0     | 2     | --       | .254  | .315     | .384     | .699  |
| 通算：5年 | 通算：5年 | 159   | 623   | 517   | 72    | 118   | 25       | 5        | 2        | 159   | 51    | 28    | --       | 8     | --    | 91    | --    | 7     | 61    | --       | .228  | .351     | .308     | .659  |

### 表彰
- 野球殿堂競技者表彰（1991年）

### 背番号
- 7（1936年 - 1937年、1941年）